# Chlorurus rhakoura
Chlorurus rhakoura es una especie de peces de la familia Scaridae en el orden de los Perciformes.

## Morfología
• Los machos pueden llegar alcanzar los 44,2 cm de longitud total.

## Distribución geográfica
Se encuentra en Sri Lanka.